# 郭庸
郭庸（？—1368年），中国元朝政治人物。字允中，蒙古人。
郭庸由国学生出身，官至陕西行台监察御史，与同僚彈劾知枢密院事也先帖木兒兵敗之罪，因為也先帖木兒是丞相脫脫的弟弟，於是降為中兴总管府判官。其后也先帖木兒以罪被罷黜，元順帝召拜郭庸為监察御史，官至中书参知政事，他的节义与中书平章政事丁好禮并稱。至正二十七年（1368年），明朝大軍入京城，明朝大将徐達、常遇春召郭庸，被帶到齐化门，众人讓他下拜，郭庸說：“臣各为其主，死自吾分，何拜之有！”與丁好禮抗辞不屈而死。

## 传記資料
- 《元史》卷一百九十六 列传第八十三 忠义四